# Улица Дуси Ковальчук
Улица Ду́си Ковальчу́к (до 1924 года — Покро́вская у́лица) — улица Заельцовского района Новосибирска, одна из старейших улиц и крупнейших транспортных магистралей города. Расположена параллельно речке 1-я Ельцовка.
Улица Дуси Ковальчук является продолжением улицы Владимировской и заканчивается переходом в улицу Богдана Хмельницкого, её протяжённость составляет около 4 км 300 м. В середине улицы находится площадь Калинина — один из самых загруженных участков транспортной сети Новосибирска.
Улица названа в честь Евдокии Борисовны Ковальчук (1881—1919), участницы большевистского подполья в Новониколаевске.

## Примечательные здания и сооружения
- Мясохладобойня — здание, построенное в 1916 году архитектором Ф. Ф. Рамманом возле речки Малая Ельцовка (1-я Ельцовка).[3]
- Сибирский государственный университет путей сообщения (главный корпус) — четырёхэтажное здание 1949—1955 гг., построенное по проекту В. С. Масленникова. Памятник архитектуры регионального значения.[4]

## Транспорт
- Автобусы: № 5 (1150), № 13 (1113), № 14 (1204), № 27 (1027), № 28 (1038), № 30 (1030), № 34 (1034), № 42 (1042), № 64 (1064), № 97 (1197)
- Троллейбус № 24
- Маршрутное такси: № 1019, № 1055 (летний), № 1073, № 1125, № 1130, № 1133, № 1136

Остановки: ДК им. Кирова — Холодильная — Плановая — Магазин Уют — Магазин Чемпион — Площадь Калинина — НИИЖТ — Горбольница